# Возівня

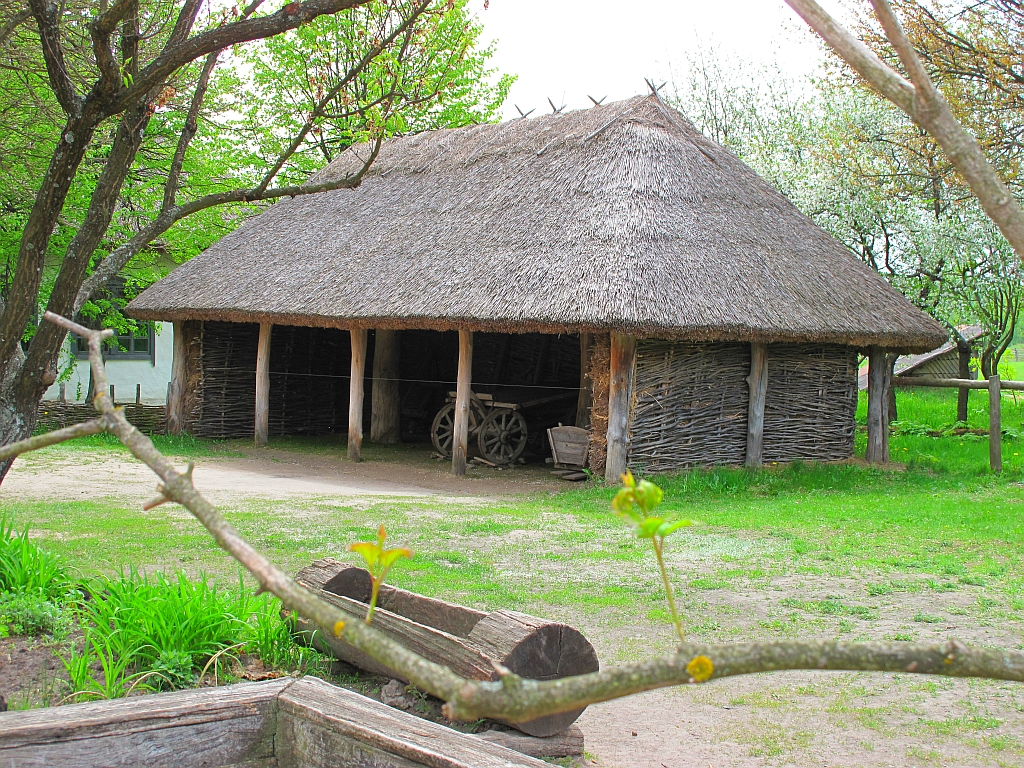
Возівня. Національний музей народної архітектури та побуту України.

Возі́вня, возо́вня, воза́рня, вози́рка — повітка, приміщення для возів, саней, сільськогосподарських знарядь (плугів, борін). Возівня для карет називалася каре́тнею.
Возівня була одним зі споруд українського подвір'я, але в деяких господарствах вози могли ставити і в коморі. У бойків замість возівень використовувалися колешні — прибудовані до хати навіси.